# Présumé dangereux
Pour plus de détails, voir Fiche technique et Distribution.
Présumé dangereux est un film français réalisé par Georges Lautner, sorti en 1990.

## Synopsis
Le professeur Forrester détient la formule d'une arme suprême. Par sécurité, on lui a ordonné de la garder dans le secret de sa mémoire. Soudain, un traumatisme affectif imprévisible rend le professeur amnésique. Drame. Si cette mémoire "arrêtée sur image" détient la paix du monde pour ses commanditaires, pour d'autres elle vaut des milliards. Les deux parties s'arrachent le professeur. Combats sanglants mais vains si l'amnésie se révèle incurable. Contre toute éthique, les "amis" de Forrester choisissent de détruire chimiquement son cerveau, ses souvenirs, son secret. Un jour lointain, son savoir pourrait revenir… et chez l'ennemi. Le professeur est "présumé dangereux". L'autre camp croit à une thérapie, on enlève le savant. Désillusion. Forrester demeure prostré, indifférent à la guerre dont il est l'enjeu. Un psy satanique préconise une thérapie de choc. Il conseille de le confronter à celle qui lui a fait perdre la raison, son épouse. Mais l'issue ne sera pas celle escomptée. La mémoire de l'homme n'est pas celle d'un ordinateur…

## Fiche technique
- Titre : Présumé dangereux
- Réalisation : Georges Lautner
- Scénario : Sergio Gobbi, Gilles Lambert, Georges Lautner, Alec Medieff et Robert T. Megginson, d'après le roman de James Hadley Chase
- Coordinateur des combats et des cascades : Claude Carliez et son équipe
- Production : Candice Productions
- Pays d'origine :  France
- Format : Couleurs - Dolby
- Genre : action et thriller
- Durée : 100 minutes
- Date de sortie : France : 1er mai 1990

## Distribution
- Michael Brandon : Tom Lepski
- Sophie Duez : Antonella
- Robert Mitchum : Prof. Forrester
- Francis Perrin : Durieux
- Marie Laforêt : Thea
- Mario Adorf : Radnitz
- Marc de Jonge : Vigier
- Daniel Ubaud : Silk
- Jean-Marie Lemaire : Keegan
- Stéphane Bonnet : Jacobi
- Steve Kalfa : Craig
- René Tramoni : le chauffeur de taxi assassiné
- Anne-Marie Kenny : Jenny
- Bill Dunn : Woodward
- André Oumansky : Lindsay
- Stéphane Bouy : Dr Mariani
- Raoul Curet : le comte de Tristenches, "Le big boss"